# Hemipyrellia germana
Hemipyrellia germana är en tvåvingeart som först beskrevs av Robineau-desvoidy 1830.  Hemipyrellia germana ingår i släktet Hemipyrellia och familjen spyflugor. Inga underarter finns listade i Catalogue of Life.